# Susan Seipel
Susan Seipel (nascida em 4 de abril de 1986) é uma paracanoísta australiana. Representou seu país nos Jogos Paralímpicos de Verão de 2016 no Rio de Janeiro, onde conquistou a medalha de bronze nos 200 metros feminino da canoagem velocidade, na categoria KL2. Susan se sagrou campeã mundial em Milão, em 2015, e em Duisburgo, em 2016, e ficou com a medalha de prata em 2015 e 2016.